# Trillió
A trillió a hosszú skálát használó nyelveken – így magyarul is – milliárdszor milliárdot jelent: 1018. Kiírva 1 000 000 000 000 000 000 (egytrillió). A trilliót jelentő SI-prefixum: exa.
A rövid skálát használó nyelveken – többek közt angol nyelvterületen, Oroszországban, Braziliában, Törökországban és Görögországban – a trillió alatt ezerszer milliárdot, azaz 1012-t értenek (ami a magyar billiónak felel meg).
18: 19
12: 19
mindkettő: 14

## Lásd még
- A tíz hatványai
- Rövid és hosszú skála